# Maxton Hall - O mundo entre nós
Maxton Hall — The World Between Us é uma série alemã com seis episódios, disponíveis na Amazon Prime Video . É adaptado do livro "Save Me" de Mona Kasten. O elenco é estrelado por Damian Hardung e Harriet Herbig-Matten . A série teve sua estreia no dia 9 de maio de 2024, sendo o lançamento de série de maior sucesso de qualquer Prime Original estrangeiro de todos os tempos, se tornando a série mais popular do Prime Vídeo a nível mundial logo após sua estreia, ocupando o primeiro lugar nas paradas em mais de 120 regiões.

## Trama

### Temporada 1
Ruby Bell, uma jovem brilhante e determinada, entra no mundo opulento de Maxton Hall com uma bolsa de estudos. Seu principal objetivo é garantir uma vaga na Universidade de Oxford, ao contrário de seus colegas mais ricos que apresentam um comportamento extravagante e despreocupado. Entre eles está James Beaufort, um herdeiro arrogante, cuja vida gira em torno de privilégios.
Após se esquecer de enviar um documento ao Sr. Sutton (um de seus professores), para sua carta de indicação, Ruby se depara com Lydia Beaufort tendo um caso com o professor. Lydia, imaginando que Ruby iria expor seu relacionamento com o Sr. Sutton, recorre ao seu irmão James para ajudá-la. James tenta subornar Ruby, que por sua vez recusa todas as suas tentativas.
Ruby então pede ao diretor da escola, Sr. Lexington, que escreva a carta de recomendação ao invés do Sr. Sutton, já que ela não o tem mais em alta consideração como antes. Ruby informa ao Sr. Lexington que ela é a presidente do comitê de organização de eventos, dessa forma ele faz um acordo com Ruby: se ela conseguir realizar o próximo evento tendo como objetivo atrair potenciais novos alunos e ser bem sucedida, ele consideraria escrever a carta para ela.
Enquanto isso, Sutton termina com Lydia mesmo depois dela implorar para manter as coisas como estão. Acreditando que Ruby tem a intenção de revelar o segredo de Lydia, arruinando o nome de sua família, James contrata strippers para boicotar a festa de Ruby para a escola.
O diretor, furioso com o que acontece, tira James do time de lacrosse e nega a carta de recomendação de Ruby. No entanto, faz um acordo com os dois: caso os dois consigam trabalhar juntos e organizar um baile de gala para arrecadar doações para a escola, ele considerará reverter sua decisão. Após a fase inicial de animosidade, Ruby e James começam a  trabalhar juntos nas semanas seguintes, com James ajudando o melhor que pode.
Ao mesmo tempo, James se prepara para a 'Young Beaufort', uma ideia que Lydia teve e na qual trabalhou duro durante anos, no entanto, seu pai não a considera apta a liderar como futuro CEO. Infelizmente, a coletiva de imprensa entra em conflito com ao baile de gala - à qual James havia prometido que compareceria, já que a data também marcava o aniversário de Ruby. James tem uma conversa acalorada com seu pai, que força-o a ir a coletiva de imprensa. Porém, enquanto ensaia as falar com Lydia, já no carro, James toma uma decisão no calor do momento e decide que irá ao baile.
A ira de seu pai não tem limites quando ele descobre o relacionamento de seu filho com Ruby, já que os pega se beijando no baile. Ele considera Ruby sendo inferior a eles e por isso decide chantagear James, ameaçando destruir o futuro de Ruby caso ele não termine seu relacionamento. Com o coração partido e desesperado para proteger Ruby, James toma a angustiante decisão de terminar com ela.
Ao ver Lydia no baile de gala, Sutton se aproxima dela e propõe que eles fujam para ficar juntos. Apesar de eles concordarem em se encontrar na quinta-feira seguinte, Lydia decide ficar em uma sessão de fotos com sua família, deixando o Sutton com o coração partido, destruindo seus sonhos de fugirem juntos. Enquanto todos tentam criar vidas sem seus verdadeiros amores, Lydia descobre que está grávida de Sutton.
Durante o período de entrevistas nas faculdades de Oxford, um aluno do segundo ano aparentemente gosta de Ruby. James sente ciúmes ao ver a aproximação dos dois em um bar. Ruby discute publicamente com ele por ofender o aluno em uma sessão de "QnA" com estudantes de Oxford. Eles têm um confronto furioso, e Ruby chama a atenção de James ao fato de que ele nunca fez o que queria para si mesmo. James acaba beijando Ruby em resposta, mas o questiona dos motivos que o levou a ignorar ela até então, ao que ele explica as ameaças de seu pai. Eles se reconciliam e fazem sexo, Ruby arrasa em suas entrevistas e James não aparece para sua entrevista final.
Ao chegarem em casa, James e Lydia recebem a notícia do falecimento de sua mãe. James, com raiva de seu pai por seu comportamento, o ataca, tendo que ser arrastado para longe do pai pelo motorista. James sai furioso, andando pelas ruas sem rumo. Enfim ele se encontra na frente da casa de Ruby, mas ao vê-la feliz com a família, ele vai embora e a temporada termina.

## Elenco
- Harriet Herbig-Matten como Ruby Bell
- Damian Hardung como James Beaufort
- Sonja Weißer como Lydia Beaufort
- Andrea Guo como Lin Wang
- Justus Riesner como Alistair Ellington
- Fedja van Huêt como Mortimer Beaufort
- Ben Felipe como Cyril Vega
- Govinda Gabriel Cholleti como Keshav "Kesh" Patel
- Runa Greiner como Ember Bell
- Martin Neuhaus como Angus Bell
- Julia-Maria Köhler como Helen Bell
- Clelia Sarto como Cordelia Beaufort
- Eidin Jalali como Graham Sutton

## Produção
A produção de seis episódios foi dirigida por Martin Schreier e Tarek Roehlinger, sendo gravada durante o ano de 2022. A série é produzida por Markus Brunnemann e Valentin Debler, tendo produção executiva de Ceylan Yildirim para UFA Fiction. Daphne Ferraro é a escritora principal.
O elenco principal é liderado por Harriet Herbig-Matten como Ruby e Damian Hardung como James, contando com participações dos atores Sonja Weißer, Ben Felipe, Fedja van Huêt, Runa Greiner, Justus Riesner, Clelia Sarto, Andrea Guo, Eidin Jalali.
As filmagens contaram com diversas locações, incluindo Berlim, Londres, Oxford e dentro e ao redor do Castelo de Marienburg (Hanover) .
A série foi renovada para uma segunda temporada ainda em maio de 2024, depois de alcançar a maior audiência global na primeira semana de um original internacional no Amazon Prime Video. As filmagens da segunda temporada estão programadas para começarem no verão de 2024 em Berlim e Londres, contando novamente com a direção de Tarek Roehlinger e Martin Schreier.

## Transmissão
A série teve sua estreia em 9 de maio de 2024 no Amazon Prime Video .

## Recepção
A série conta com uma aprovação de 67% dos críticos com base em 6 resenhas e 92 % na classificação da audiência no Rotten Tomatoes